# Ellen Klinkers

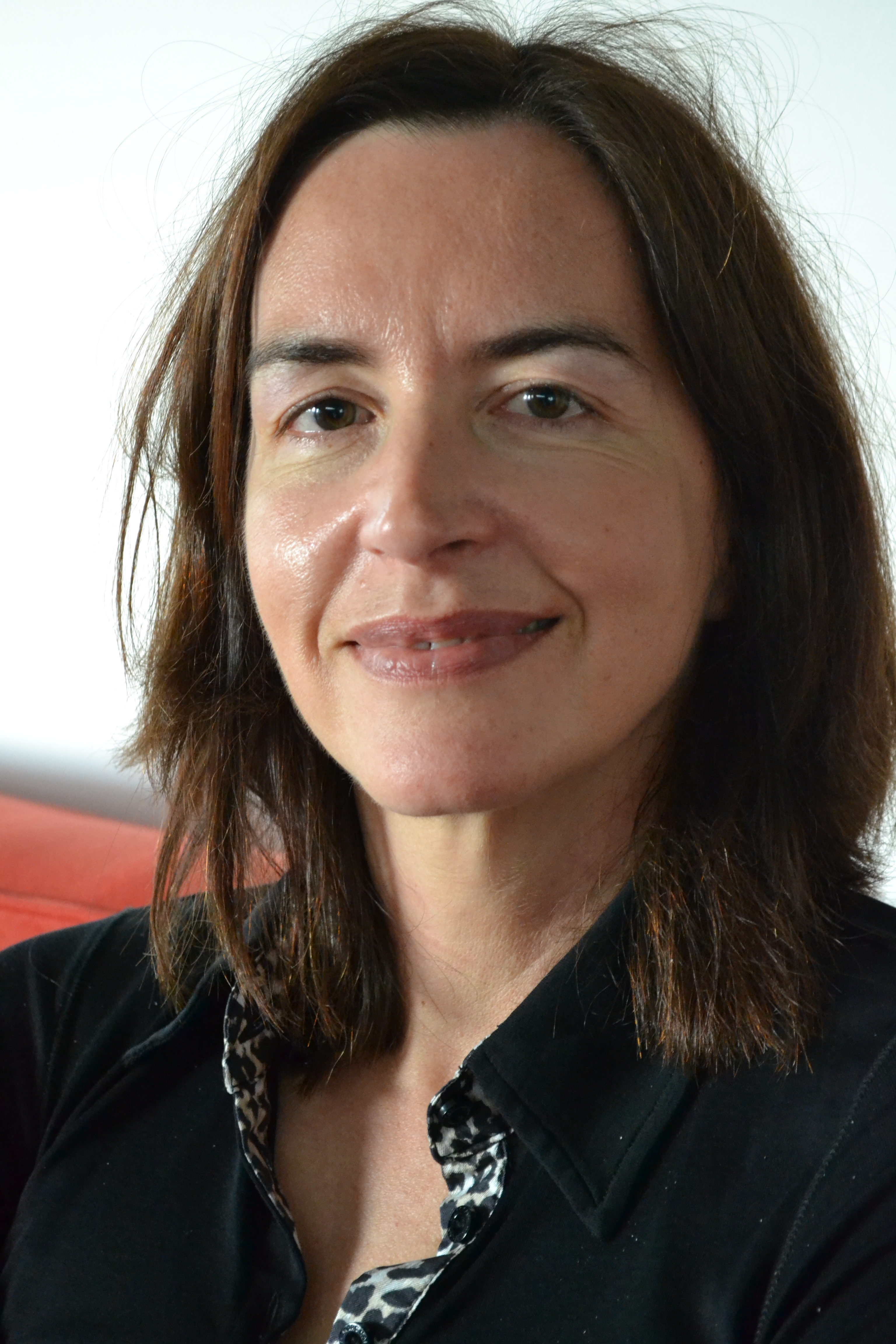
Ellen Klinkers

Elisabeth Maria Leonie Klinkers, roepnaam: Ellen (Maastricht, 14 juni 1964) is een Nederlandse cultureel antropologe gespecialiseerd in slavernij-, militaire en politiegeschiedenis, en surinamiste.

## Opleiding
Na het behalen van haar VWO-diploma van het St. Maartenscollege in Maastricht, studeerde Ellen Klinkers van 1985 tot 1991 culturele antropologie aan de Universiteit Utrecht. Daarna was zij van 1992 tot 1996 Assistent in Opleiding (AIO) aan de Universiteit Leiden bij de vakgroep geschiedenis aan het Instituut voor de geschiedenis van de Nederlandse Expansie en de Reacties daarop (IGEER). In 1997 promoveerde zij op het proefschrift Op hoop van vrijheid: van slavensamenleving naar Creoolse gemeenschap in Suriname.

## Werk
Na haar promotie was Klinkers in 1997-1998 projectmedewerker bij het programma Multiculturele aspecten van zorg en welzijn bij het Nederlands Instituut voor Zorg en Welzijn (NIZW).
Van 1999 tot 2003 was zij onderzoeker bij het project ‘De geschiedenis van de Nederlandse ontwikkelingssamenwerking, 1950-1980’ aan het Instituut voor Nederlandse Geschiedenis.
Na enkele jaren als zelfstandig onderzoeker werkte zij in 2007-2008 bij het ministerie van Buitenlandse Zaken. Van 2008 tot 2011 was zij onderzoeker bij het KITLV, waar zij in opdracht van prof. dr. C.J.C.F. Fijnaut historisch onderzoek verrichtte naar de geschiedenis van de koloniale politie in Suriname, 1863-1975. 
Vervolgens was zij van 2012 tot 2015 aangesteld als onderzoeker opnieuw bij het Koninklijk Instituut voor Taal-, Land- en Volkenkunde, nu in samenwerking met het Nederlands Instituut voor Militaire Historie (NIMH), met als opdracht de geschiedenis van de Troepenmacht in Suriname, 1940-1975. Zij trad ook op als freelance redacteur van wetenschappelijke boeken.
Sinds 2016 werkt zij als zelfstandige, onder meer als wetenschappelijk redacteur voor het KITLV; in opdracht van het NIMH deed zij de beeldredactie voor Militaire geschiedenis van Nederland, Krijgsgeweld en kolonie. Opkomst en ondergang van een koloniale mogendheid 1814-2010; en zij bewerkte het manuscript Prophets of Doom. A History of the Aukan Maroons van wijlen Prof.Dr.em. H.U.E. Thoden van Velzen.
Op ongesalarieerde basis werkte Klinkers voorts als assistent-redacteur van het tijdschrift Itinerario (1993-1994, 1997) en recensie-redacteur van Oso, Tijdschrift voor Surinamistiek en het Caraïbisch gebied, Letterkunde, Cultuur en Geschiedenis (1995-1998, 2007-2015).

## Publicaties in boekvorm
- 1997 - Op hoop van vrijheid: van slavensamenleving naar Creoolse gemeenschap in Suriname, 1830-1880. Utrecht: Bronnen voor de studie van Afro-Surinaamse samenlevingen 18. (Proefschrift.)
- 2002-2005 - Nederlandse ontwikkelingssamenwerking. Bronnenuitgave deel 1-3, 1967-1973. Bewerkt door M.L.J. Dierikx e.a. Den Haag: Instituut voor Nederlandse Geschiedenis. (Rijks Geschiedkundige Publicatiën, kleine serie 103).
- 2011 - De Geschiedenis van de politie in Suriname, 1863-1975; Van koloniale tot nationale ordehandhaving. Amsterdam: Uitgeverij Boom.[2][3][4]
- 2015 - De Troepenmacht in Suriname, 1940-1975. Amsterdam: Uitgeverij Boom.[5]

## Artikelen
- 2007 - ‘De strijd gaat door. Creools verzet na de afschaffing van de slavernij.’ In: Peter Meel en Hans Ramsoedh, Ik ben een haan met een kroon op mijn hoofd; Pacificatie en verzet in koloniaal en postkoloniaal Suriname. Amsterdam: Bert Bakker/Prometheus, pp. 133-151.
- 2007 - ‘Moravian Missions in Times of Emancipation: Conversion of Slaves in Surinam during the Nineteenth Century.’ In: Robert Beachy and Michelle Gillespie (eds.), Pious Pursuits: German Moravians in the Atlantic World. Oxford/New York: Berghahn Books. Vol. 7, European Expansion & Global Interaction, pp.207-222.
- 2009 - 'The Transformation and Downfall of Plantation Culture in Suriname’, in: Wim Klooster (ed.), Migration, Trade and Slavery in an Expanding World; Essays in Honor of Pieter Emmer.' Leiden/Boston: Brill, pp. 289-304.
- 2009 - ‘L’émergence d’une force de police au Suriname: les mutations policières dans une société en mouvement, 1863-1900.' In: Vincent Denys et Catherine Denis (eds.), Polices d’Empire, XVIIIe-XIXe siècles. Rennes: Presses Univeritaires de Rennes, pp. 29-46.
- 2012/2013 - ‘De spionnen van het koloniaal bestuur; De angst voor het communisme en nationalisme in Suriname.’ In: Groniek; Historisch Tijdschrift, nr. 193, pp. 275-290.
- 2013 - 'Uit het familiebezit van commissaris-Van Beek'. In:  Caraïbisch Uitzicht, 13 januari.[6]
- 2014 - (met Marieke Bloembergen), 'Dutch Colonial Police.' In: Bruinsma, G & D. Weisburd, (eds.), Encyclopedia of Criminology and Criminal Justice. New York: Springer Science+Business Media, pp. 1201-1211.
- 2014 - (met Peter Meel), 'Open de archieven over de staatsgreep in Suriname.' In: de Volkskrant, 15 november.
- 2015 - 'Van Troepenmacht in Suriname naar Surinaamse Krijgsmacht.' In: Militaire Spectator, jrg. 11, nr. 184, pp. 465-477.
- 2015 - 'De Troepenmacht in Suriname.' In: NMMagazine, december, pp. 16-19.
- 2016 - ‘De opbouw van de Surinaamse krijgsmacht; Symbool van onafhankelijkheid en ontreddering.’ In: OSO, Tijdschrift voor Surinamistiek en het Caraibisch gebied., jrg. 35, nrs. 1+2, pp. 246-260.
- 2017 - (met Danny Lo-Fo-Sang) ‘De wording van het Korps Politie Suriname; Continuïteit en verandering.’ In: Cahier Politiestudies, 4, pp. 203-218.
- 2020 - ‘Een opmerkelijk bezoek. Op patrouille in Suriname na de Tweede Wereldoorlog’. In: Anita van Dissel, Jan Hoffenaar en Elsbeth Locher-Scholten (red.), Wat een vondst! Verhalen uit de geschiedenispraktijk. Amsterdam: Boom, pp. 180-192.

Kortere bijdragen en recensies van de hand van Ellen Klinkers verschenen in OSO, Tijdschrift voor Surinamistiek en het Caraïbisch gebied, in TSEG The Low Countries Journal of Social and Economic History en op Caraïbisch Uitzicht.